# Perfect Remedy
Perfect Remedy è il 19° album di studio inciso dalla rock band inglese Status Quo, pubblicato per la prima volta nel novembre del 1989.

## Il disco
Anno dal sapore dolce-amaro, il 1989 si apre per gli Status Quo con la notizia di essere entrati nel novero degli artisti che hanno superato i cento milioni di dischi venduti. I prestigiosi Compass Point Studios delle Bahamas vengono scelti come location per la incisione di questo nuovo album, segnato da un certo distacco dalle ultime contaminazioni pop e contenente alcune composizioni di buon livello come 1000 Years e The Power of Rock.
Il prodotto, tuttavia, come riconosciuto in seguito anche dal chitarrista Rick Parfitt, tradisce la mancanza di una direzione precisa, sia per la presenza di alcuni brani che strizzano apertamente l'occhio al country più leggero (Address Book, Going Down for the First Time), sia per la carenza di quegli espliciti toni ruvidi così tanto ricercati ed apprezzati dal pubblico.
Alla fine, il disco sortisce un deludente impatto commerciale, fermandosi al n. 49 nelle classifiche britanniche.
Rossi e compagni avranno comunque modo di rifarsi l'anno successivo, quando Rocking All Over the Years li riporterà in grande stile ai vertici delle classifiche, divenendo l'album più venduto della loro intera carriera.
Singoli: Not at All (n. 50 UK); Little Dreamer (n. 76).

## Tracce

### Lato A
1. Little Dreamer - 4:04 - (Rossi/Frost)
2. Not at All - 2:53 - (Rossi/Frost)
3. Heart on Hold - 3:37 - (Bown/Palmer)
4. Perfect Remedy - 4:38 - (Rossi/Frost)
5. Address Book - 3:38 - (Rossi/Frost)
6. The Power of Rock - 6:03 - (Parfitt/Williams/Rossi)

### Lato B
1. The Way I Am - 3:36 - (Edwards/Rich/Paxman)
2. Tommy's in Love - 3:02 - (Rossi/Frost)
3. Man Overboard - 4:30 - (Parfitt/Williams)
4. Going Down for the First Time - 4:01 - (Bown/Edwards)
5. Throw Her a Line - 3:34 - (Rossi/Frost)
6. 1000 Years - 3:32 - (Rossi/Frost)

### Tracce bonus dell'edizione CD 2006
1. Gone Thru the Slips - 3:41 - (Bown)
2. Rotten to the Bone - 3:41 - (Bown/Rossi)
3. Doing It All for You - 4:15 - (Parfitt/Williams)
4. Dirty Water (Live) - 4:02 - (Rossi/Young)
5. The Power of Rock - 4:44 - (Parfitt/Williams/Rossi)
6. The Anniversary Waltz (7" Version) - 5:31 - (Lee/Kind/Mack/Mendelsohn/Berry/Maresca/Bartholomew/King/Collins/Penniman/Blackwell/Hammer)

## Deluxe Edition 2020
Il 6 marzo 2020, viene pubblicata la deluxe edition dell'album contenente tre CD.
Nel primo disco viene riprodotto fedelmente l'album del 1989, con il sound completamente restaurato e rimasterizzato.
Nel secondo CD sono inclusi i pezzi pubblicati quali "Lato B" dei singoli, versioni alternative di alcuni brani, la versione integrale del medley The Anniversary Waltz (inciso nel 1990) e i primi tre brani eseguiti dal vivo in un concerto a Birmingham nel dicembre del 1989.
Nel terzo CD è inclusa la prosecuzione del concerto di Birmingham del dicembre 1989.
Il libretto, oltre a varie foto del periodo di incisione dell'album, contiene delle ampie note illustrative redatte a cura di Dave Ling, critico delle riviste musicali britanniche Classic Rock e Metal Hammer.

### Tracce Deluxe Edition
CD 1
Contiene l'album originale del 1989, in versione restaurata e rimasterizzata.
1. Little Dreamer - 4:04 - (Rossi/Frost)
2. Not at All - 2:53 - (Rossi/Frost)
3. Heart on Hold - 3:37 - (Bown/Palmer)
4. Perfect Remedy - 4:38 - (Rossi/Frost)
5. Address Book - 3:38 - (Rossi/Frost)
6. The Power of Rock - 6:03 - (Parfitt/Williams/Rossi)
7. The Way I Am - 3:36 - (Edwards/Rich/Paxman)
8. Tommy's in Love - 3:02 - (Rossi/Frost)
9. Man Overboard - 4:30 - (Parfitt/Williams)
10. Going Down for the First Time - 4:01 - (Bown/Edwards)
11. Throw Her a Line - 3:34 - (Rossi/Frost)
12. 1000 Years - 3:32 - (Rossi/Frost)

CD 2
Contiene i pezzi pubblicati quali "Lato B" dei singoli, versioni alternative di alcuni brani e i primi tre brani eseguiti dal vivo in un concerto al National Exhibition Centre di Birmingham il 18 dicembre del 1989.
1. Gone Thru the Slips - 3:41 - (Bown) - Lato B del singolo Not at All.
2. Rotten to the Bone - 3:40 - (Rossi/Bown) - Lato B del singolo Little Dreamer.
3. Doing It All for You - 4:15 - (Parfitt/Williams) - Lato B del singolo Little Dreamer.
4. The Anniversary Waltz - 10:36 - (Autori Vari) - Medley inciso nel 1990, qui in versione integrale.
5. The Power of Rock - 4:43 - (Rossi/Parfitt/Williams) - Versione accorciata, inizialmente programmata per essere pubblicata quale singolo.
6. Fighting for Love - 6:25 - (Rossi/Parfitt/Williams) - Versione alternativa di The Power of Rock.
7. Blondes Don't Lie - 4:28 - (Rossi/Parfitt/Williams)
8. The Anniversary Waltz - 4:27 - (Autori Vari) - Versione spagnola dell'omonimo medley, promo version # 1.
9. The Anniversary Waltz - 3:57 - (Autori Vari) - Versione spagnola dell'omonimo medley, promo version # 2.
10. Paper Plane - 3:46 - (Rossi/Young) - Bray Studio Version. Nuova incisione dell'omonimo singolo del 1972.
11. Caroline - 4:40 - (Rossi/Young) - Live al National Exhibition Centre di Birmingham, 18 dicembre 1989.
12. Roll Over Lay Down - 5:31 - (Rossi/Young/Parfitt/Lancaster/Coghlan) - Live al National Exhibition Centre di Birmingham, 18 dicembre 1989.
13. Little Lady - 3:13 - (Parfitt) - Live al National Exhibition Centre di Birmingham, 18 dicembre 1989.

CD 3
Live al National Exhibition Centre di Birmingham, 18 dicembre 1989. Si tratta del  medesimo concerto contenuto nella video cassetta Rocking All Over the Years, distribuita nel 1990.
1. In My Chair - 3:10 - (Rossi/Young)
2. Little Dreamer - 4:59 - (Rossi/Frost)
3. Perfect Remedy - 4:17 - (Rossi/Frost)
4. Mystery Medley - 8:59 - (Autori Vari)
5. Hold You Back - 4:30 - (Rossi/Young/Parfitt)
6. The Power of Rock - 7:38 - (Rossi/Parfitt/Williams)
7. Dirty Water - 4:42 - (Rossi/Young)
8. Whatever You Want - 4:55 - (Parfitt/Bown)
9. In the Army Now - 4:15 - (Bolland/Bolland)
10. Rockin' All Over the Wolrd - 3:45 - (Fogerty)
11. Dont' Waste My Time - 4:03 - (Rossi/Young)
12. Roadhouse Medley - 8:26 - (Autori Vari)
13. Burning Bridges - 4:15 - (Rossi/Bown)

## Formazione
- Francis Rossi (chitarra solista, voce)
- Andy Bown (tastiere)
- Rick Parfitt (chitarra ritmica, voce)
- John 'Rhino' Edwards (basso, voce)
- Jeff Rich (percussioni)